# Brenskiella flavomicans
Brenskiella flavomicans är en skalbaggsart som beskrevs av Brenske 1897. Brenskiella flavomicans ingår i släktet Brenskiella och familjen Melolonthidae. Inga underarter finns listade.